# سكرابل

علبة للعبة « سكرابل » باللغة العربية. هذه النسخة من نشر شركة ماتيل

سكرابل (بالإنجليزية: Scrabble)‏ هي لعبة ألواح الهدف منها تكوين كلمات إثر سحب عشوائي لسبعة أحرف. تم تسويق اللعبة في 121 بلد وتم ترجمتها إلى 29 لغة. تمتلك شركة هاسبرو حقوق اللعبة في الولايات المتحدة وكندا بينما تمتلك شركة ماتيل حقوق اللعبة لبقية دول العالم، التي تضم البلدان العربية.

## تاريخ
أطلقت أول نسخة للعبة سنة 1938 وكان قد اختير نسبة تكرير كل حرف اعتمادا على عدة نصوص منها نسخ لجريدة نيو يورك تايمز وكانت اللعبة عبارة عن نسخة معدلة للعبة قديمة كانت تدعى لكسيكو (Lexiko).
تم اعتماد لوح اللعبة الحالية في سنة 1938 وأصبح سكرابل اسم مسجلا سنة 1948 ولكن اللعبة عرفت أول نجاح لها في سنة 1952 عن طريق جايمس برونو صاحب محلات ماكيز (Macy's) أكبر محلات نيويورك في تلك الفترة. وتقول الروايات أنه تعلم قواعد اللعبة خلال إحدى عطلاته الصيفية وأنه قد جن جنونه عند عودته من تلك العطلة وكانت اللعبة قد نفذت من رواق الألعاب في محله.
وصلت اللعبة إلى أوروبا بعد ذلك بقليل. فأصدرت أول نسخة للعبة باللغة الفرنسية سنة 1955 ولكن تسويقها عرف نجاحا في السنة التالية وذلك بفضل نادي المتوسط وهو منتجع سياحي للعطلات. كما بدأ بيع اللعبة في كل من بريطانيا وأستراليا في 15 جانفي 1955.

## اللعبة

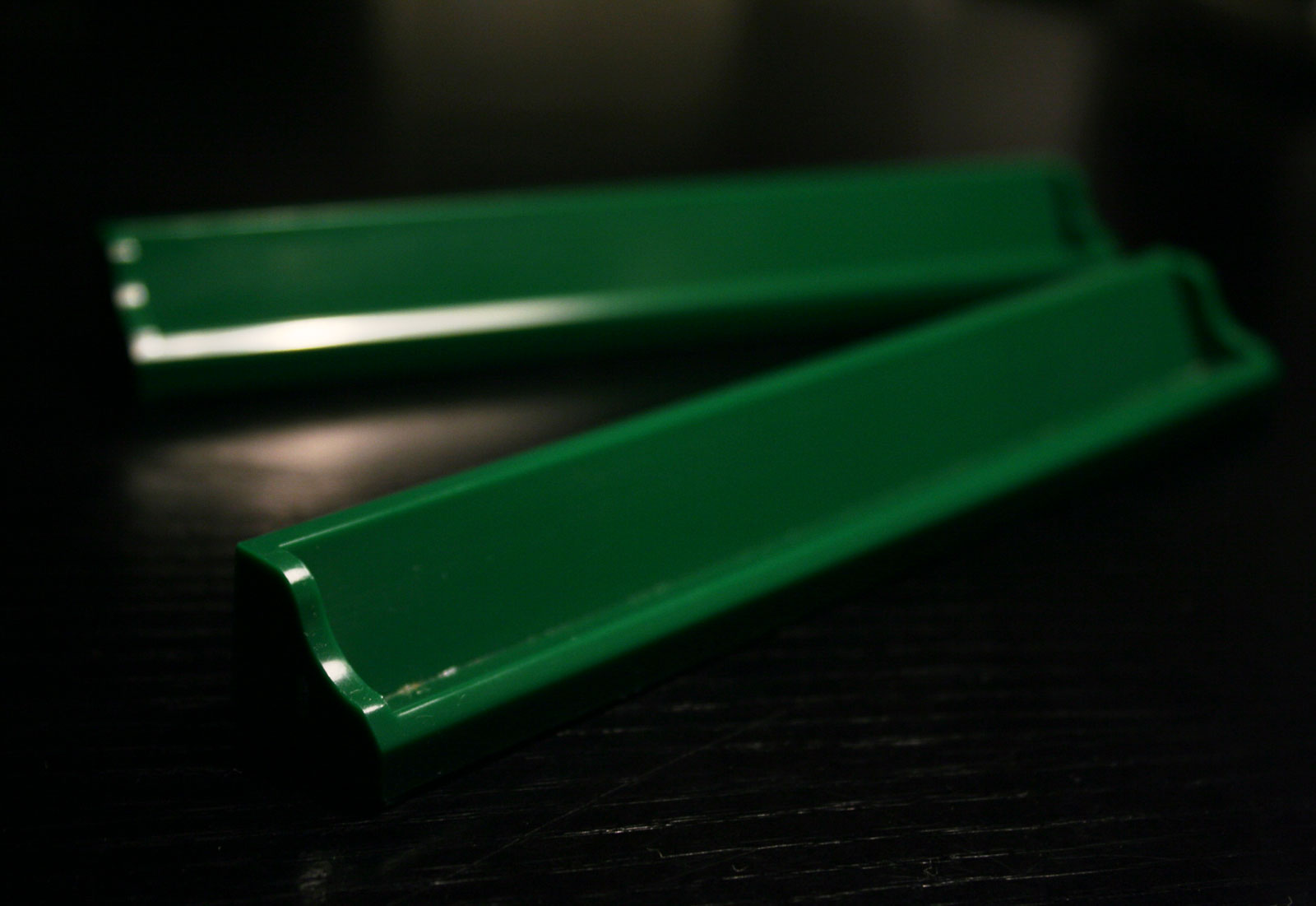
تستعمل ألواح صغيرة لتصفيف الأحرف

تلعب اللعبة على لوح متكون من 15 خانة على الطول و 15 خانة على العرض وتلعب من قبل لاعبين إلى أربعة لاعبين. تقام دورات مخصصة لهذه اللعبة وقد يستطيع التنافس فيها شخصين أو فريقين. تناسب كل خانة حرف واحد. ويوجد مائة قطعة طبع على 98 منها أحرف وتحل القطعتان الغير مطبوعتان مكان أي حرف. كما يصاحب كل حرف عدد معين من النقاط. تستعمل ألواح صغيرة لتصفيف الأحرف.